# I Owe You Nothing
I Owe You Nothing är Bros debutsingel, utgiven den 31 augusti 1987. Singeln finns med på gruppens debutalbum Push, utgivet den 28 mars 1988. Återutgåvan av "I Owe You Nothing" 1988 nådde första plats på UK Singles Chart.

## Låtlista
Vinylsingel (7") 1987 och 1988
A. "I Owe You Nothing" – 3:34
B. "I Owe You Nothing" (The Voice) – 3:15
Maxisingel och kassettsingel (1987)
1. "I Owe You Nothing" (the Shep Pettibone mix)
2. "I Owe You Nothing" (Pettibeats)
3. "I Owe You Nothing" (The Voice)
4. "I Owe You Nothing" (7-inch mix)

Maxisingel (12") 1988
A1. "I Owe You Nothing" (club mix) – 7:36
B1. "I Owe You Nothing" (The Voice) – 3:15
B2. "I Owe You Nothing" (The Beats) – 2:36
Maxisingel (12") "Over 18 Mix" 1988
1. "I Owe You Nothing" (Over 18 Mix) – 18:01

Denna singel har endast en sida. På B-sidan står det "Nothing".
CD-singel (1988)
1. "I Owe You Nothing" – 3:34
2. "I Owe You Nothing" (Club Mix) – 7:36
3. "I Owe You Nothing" (The Voice) – 3:15
4. "I Owe You Nothing" (The Beats) – 2:36

Vinylsingel (7") USA) 1988
A. "I Owe You Nothing" – 3:34
B. "Shocked" – 4:19